# Alcedo quadribrachys
Il martin pescatore splendente (Alcedo quadribrachys Bonaparte, 1850) è un uccello coraciforme della famiglia degli Alcedinidi.